# بیت ورد (روستا)
 بیت ورد  به عربی ( بیت الورد  )، روستایی است در عزلهٔ (الضلع)، ناحیهٔ (الطویلة)، از توابع استان اَبیَن در کشور یمن در شبه جزیره عربستان است. 
جمعیت آن ۱۹۱ نفر (۶ خانوار) می‌باشد.